# Mountainair
Mountainair är en kommun (town) i Torrance County i New Mexico. Vid 2010 års folkräkning hade Mountainair 928 invånare.